# Campeonato Paranaense de Futebol
O Campeonato Paranaense de Futebol é o principal torneio de futebol no estado brasileiro do Paraná, sendo organizado anualmente pela Federação Paranaense de Futebol.

## História
O Campeonato Paranaense tem sido disputado ininterruptamente desde a sua primeira edição, em 1915, desde então, os clubes da capital do estado partilham entre si o domínio da competição, e apenas por onze vezes a cidade de Curitiba ficou sem título, sendo o caso mais recente, a edição de 2025. Antes de 2025, o troféu não ficou em Curitiba em 2021, 2015, 2014, 2007, 1992, 1981, 1977, 1964, 1963, 1962, 1961 e 1955. Na edição 1980 o título foi dividido entre um clube do interior e outro da capital. Em 2002, os principais clubes disputaram um torneio posterior à parte, o Supercampeonato Paranaense de Futebol.

## Participantes
| Clube        | Cidade               | Em 2024                    | Estádio                        | Capacidade | Títulos             | Participações |
| ------------ | -------------------- | -------------------------- | ------------------------------ | ---------- | ------------------- | ------------- |
| Andraus      | Campo Largo          | 9º Lugar                   | Vila Olímpica do Boqueirão     | 20.083     | 0 (não possui)      | 02            |
| Athletico-PR | Curitiba             | 1º Lugar                   | Arena da Baixada               | 42.372     | 28 (último em 2024) | 91            |
| Azuriz       | Pato Branco          | 6º Lugar                   | Os Pioneiros                   | 1.500      | 0 (não possui)      | 04            |
| Cianorte     | Cianorte             | 8º Lugar                   | Albino Turbay                  | 3.000      | 0 (não possui)      | 20            |
| Coritiba     | Curitiba             | 3º Lugar                   | Couto Pereira                  | 40.512     | 39 (último em 2022) | 101           |
| FC Cascavel  | Cascavel             | 5º Lugar                   | Olímpico Regional              | 28.125     | 0 (não possui)      | 11            |
| Londrina     | Londrina             | 7º Lugar                   | Estádio VGD                    | 11.000     | 5 (último em 2021)  | 51            |
| Maringá      | Maringá              | 2º Lugar                   | Willie Davids                  | 21.000     | 0 (não possui)      | 10            |
| Operário     | Ponta Grossa         | 4º Lugar                   | Germano Krüger                 | 10.632     | 1 (último em 2015)  | 53            |
| Paraná Clube | Curitiba             | 1º Lugar (2º divisão 2024) | Vila Capanema                  | 17.140     | 7 (último em 2006)  | 33            |
| Rio Branco   | Paranaguá            | 2º Lugar (2º divisão 2024) | Estádio Fernando Charbub Farah | 12.218     | 0 (não possui)      | 56            |
| São-Joseense | São José dos Pinhais | 10º Lugar                  | Estádio do Pinhão              | 4.047      | 0 (não possui)      | 03            |

## Campeões
| Edição | Ano  | Campeão                                         | Vice-campeão                                            | Terceiro colocado                   | Quarto colocado                     |
| ------ | ---- | ----------------------------------------------- | ------------------------------------------------------- | ----------------------------------- | ----------------------------------- |
| 1ª     | 1915 | Internacional (Curitiba) (1)                    | Paraná S.C. (Curitiba)                                  | América (Curitiba)                  | Coritiba (Curitiba)                 |
| 2ª     | 1916 | Coritiba (Curitiba) (1)                         | Britânia (Curitiba)                                     | Savoia (Curitiba)                   | América de Paranaguá (Paranaguá)    |
| 3ª     | 1917 | América-Paraná (Curitiba) (1)                   | Internacional (Curitiba)                                | Coritiba (Curitiba)                 | Britânia (Curitiba)                 |
| 4ª     | 1918 | Britânia (Curitiba) (1)                         | Internacional (Curitiba)                                | Coritiba (Curitiba)                 | Água Verde (Curitiba)               |
| 5ª     | 1919 | Britânia (Curitiba) (2)                         | Coritiba (Curitiba)                                     | Água Verde (Curitiba)               | América (Curitiba)                  |
| 6ª     | 1920 | Britânia (Curitiba) (3)                         | Coritiba (Curitiba)                                     | Água Verde (Curitiba)               | Paraná S.C. (Curitiba)              |
| 7ª     | 1921 | Britânia (Curitiba) (4)                         | Palestra Itália (Curitiba)                              | Coritiba (Curitiba)                 | Savoia (Curitiba)                   |
| 8ª     | 1922 | Britânia (Curitiba) (5)                         | Savoia (Curitiba)                                       | Internacional (Curitiba)            | Paraná S.C. (Curitiba)              |
| 9ª     | 1923 | Britânia (Curitiba) (6)                         | Operário Ferroviário (Ponta Grossa)                     | Palestra Itália (Curitiba)          | Coritiba (Curitiba)                 |
| 10ª    | 1924 | Palestra Itália (Curitiba) (1)                  | Coritiba (Curitiba) Operário Ferroviário (Ponta Grossa) | Savoia (Curitiba)                   | Britânia (Curitiba)                 |
| 11ª    | 1925 | Atlético (Curitiba) (1)                         | Operário Ferroviário (Ponta Grossa) Savoia (Curitiba)   | Coritiba (Curitiba)                 | Britânia (Curitiba)                 |
| 12ª    | 1926 | Palestra Itália (Curitiba) (2)                  | Atlético (Curitiba) Operário Ferroviário (Ponta Grossa) | Coritiba (Curitiba)                 | Britânia (Curitiba)                 |
| 13ª    | 1927 | Coritiba (Curitiba) (2)                         | Atlético (Curitiba)                                     | Britânia (Curitiba)                 | Palestra Itália (Curitiba)          |
| 14ª    | 1928 | Britânia (Curitiba) (7)                         | Atlético (Curitiba)                                     | Coritiba (Curitiba)                 | Palestra Itália (Curitiba)          |
| 15ª    | 1929 | Atlético (Curitiba) (2)                         | Operário Ferroviário (Ponta Grossa)                     | Rio Branco (Paranaguá)              | Coritiba (Curitiba)                 |
| 16ª    | 1930 | Atlético (Curitiba) (3)                         | Operário Ferroviário (Ponta Grossa)                     | Palestra Itália (Curitiba)          | Coritiba (Curitiba)                 |
| 17ª    | 1931 | Coritiba (Curitiba) (3)                         | Guarani (Ponta Grossa)                                  | Palestra Itália (Curitiba)          | Atlético (Curitiba)                 |
| 18ª    | 1932 | Palestra Itália (Curitiba) (3)                  | Operário Ferroviário (Ponta Grossa)                     | Elite (Paranaguá)                   | Iraty (Irati)                       |
| 19ª    | 1933 | Coritiba (Curitiba) (4)                         | Nova Rússia (Ponta Grossa)                              | Iraty (Irati)                       | Palestra Itália (União da Vitória)  |
| 20ª    | 1934 | Atlético (Curitiba) (4)                         | Operário Ferroviário (Ponta Grossa)                     | Atlético (União da Vitória)         | Ferroviário (Curitiba)              |
| 21ª    | 1935 | Coritiba (Curitiba) (5)                         | Olinda (Ponta Grossa)                                   | Iraty (Irati)                       | Matarazzo (Antonina)                |
| 22ª    | 1936 | Atlético (Curitiba) (5)                         | Coritiba (Curitiba) Operário Ferroviário (Ponta Grossa) | Rio Branco (Paranaguá)              | Matarazzo (Antonina)                |
| 23ª    | 1937 | Ferroviário (Curitiba) (1)                      | Operário Ferroviário (Ponta Grossa)                     | Iraty (Irati)                       | Coritiba (Curitiba)                 |
| 24ª    | 1938 | Ferroviário (Curitiba) (2)                      | Operário Ferroviário (Ponta Grossa)                     | Rio Branco (Paranaguá)              | Ypiranga (Antonina)                 |
| 25ª    | 1939 | Coritiba (Curitiba) (6)                         | Pinheiral (Palmeira)                                    | Rio Branco (Paranaguá)              | Ypiranga (Antonina)                 |
| 26ª    | 1940 | Atlético (Curitiba) (6)                         | Operário Ferroviário (Ponta Grossa)                     | 29 de Maio (Antonina)               | Guarani (Arapoti)                   |
| 27ª    | 1941 | Coritiba (Curitiba) (7)                         | Jacarezinho (Jacarezinho)                               | Antoninense (Antonina)              | Atlético (Curitiba)                 |
| 28ª    | 1942 | Coritiba (Curitiba) (8)                         | Ferroviário (Curitiba)                                  | Britânia (Curitiba)                 | Atlético (Curitiba)                 |
| 29ª    | 1943 | Atlético (Curitiba) (7)                         | Coritiba (Curitiba)                                     | Brasil (Curitiba)                   | Comercial (Curitiba)                |
| 30ª    | 1944 | Ferroviário (Curitiba) (3)                      | Coritiba (Curitiba)                                     | Comercial (Curitiba)                | Britânia (Curitiba)                 |
| 31ª    | 1945 | Atlético (Curitiba) (8)                         | Coritiba (Curitiba)                                     | Água Verde (Curitiba)               | Ferroviário (Curitiba)              |
| 32ª    | 1946 | Coritiba (Curitiba) (9)                         | Ferroviário (Curitiba)                                  | Atlético (Curitiba)                 | Palmeiras (Curitiba)                |
| 33ª    | 1947 | Coritiba (Curitiba) (10)                        | Ferroviário (Curitiba)                                  | Atlético (Curitiba)                 | Britânia (Curitiba)                 |
| 34ª    | 1948 | Ferroviário (Curitiba) (4)                      | Atlético (Curitiba)                                     | Coritiba (Curitiba)                 | Palmeiras (Curitiba)                |
| 35ª    | 1949 | Atlético (Curitiba) (9)                         | Ferroviário (Curitiba)                                  | Água Verde (Curitiba)               | Coritiba (Curitiba)                 |
| 36ª    | 1950 | Ferroviário (Curitiba) (5)                      | Coritiba (Curitiba)                                     | Jacarezinho (Jacarezinho)           | Palestra Itália (Curitiba)          |
| 37ª    | 1951 | Coritiba (Curitiba) (11)                        | Jacarezinho (Jacarezinho)                               | Água Verde (Curitiba)               | Ferroviário (Curitiba)              |
| 38ª    | 1952 | Coritiba (Curitiba) (12)                        | Palestra Itália (Curitiba)                              | Ferroviário (Curitiba)              | Monte Alegre (Telêmaco Borba)       |
| 39ª    | 1953 | Ferroviário (Curitiba) (6)                      | Cambaraense (Cambará)                                   | Água Verde (Curitiba)               | Atlético (Curitiba)                 |
| 40ª    | 1954 | Coritiba (Curitiba) (13)                        | Jacarezinho (Jacarezinho)                               | Monte Alegre (Telêmaco Borba)       | Britânia (Curitiba)                 |
| 41ª    | 1955 | Monte Alegre (1) (Telêmaco Borba)               | Ferroviário (Curitiba)                                  | Coritiba (Curitiba)                 | Guarani (Ponta Grossa)              |
| 42ª    | 1956 | Coritiba (Curitiba) (14)                        | Guarani (Ponta Grossa)                                  | Monte Alegre (Telêmaco Borba)       | Operário Ferroviário (Ponta Grossa) |
| 43ª    | 1957 | Coritiba (Curitiba) (15)                        | Ferroviário (Curitiba)                                  | Atlético (Curitiba)                 | Guarani (Ponta Grossa)              |
| 44ª    | 1958 | Atlético (Curitiba) (10)                        | Operário Ferroviário (Ponta Grossa)                     | Coritiba (Curitiba)                 | Ferroviário (Curitiba)              |
| 45ª    | 1959 | Coritiba (Curitiba) (16)                        | Londrina (Londrina)                                     | Ferroviário (Curitiba)              | Nacional (Rolândia)                 |
| 46ª    | 1960 | Coritiba (Curitiba) (17)                        | Mandaguari (Mandaguari)                                 | Londrina (Londrina)                 | Água Verde (Curitiba)               |
| 47ª    | 1961 | Comercial (Cornélio Procópio) (1)               | Operário Ferroviário (Ponta Grossa)                     | Jacarezinho (Jacarezinho)           | Coritiba (Curitiba)                 |
| 48ª    | 1962 | Londrina (Londrina) (1)                         | Coritiba (Curitiba)                                     | Cambaraense (Cambará)               | Comercial (Cornélio Procópio)       |
| 49ª    | 1963 | Grêmio Maringá (Maringá) (1)                    | Ferroviário (Curitiba)                                  | Cambaraense (Cambará)               | Iraty (Irati)                       |
| 50ª    | 1964 | Grêmio Maringá (Maringá) (2)                    | Seleto (Paranaguá)                                      | Cambaraense (Cambará)               | Coritiba (Curitiba)                 |
| 51ª    | 1965 | Ferroviário (Curitiba) (7)                      | Grêmio Maringá (Maringá)                                | Coritiba (Curitiba)                 | Cambaraense (Cambará)               |
| 52ª    | 1966 | Ferroviário (Curitiba) (8)                      | União Bandeirante (Bandeirantes)                        | Grêmio Maringá (Maringá)            | São Paulo (Londrina)                |
| 53ª    | 1967 | Água Verde (Curitiba) (1)                       | Grêmio Maringá (Maringá)                                | Coritiba (Curitiba)                 | Ferroviário (Curitiba)              |
| 54ª    | 1968 | Coritiba (Curitiba) (18)                        | Atlético (Curitiba)                                     | Apucarana (Apucarana)               | Ferroviário (Curitiba)              |
| 55ª    | 1969 | Coritiba (Curitiba) (19)                        | Ferroviário (Curitiba)                                  | União Bandeirante (Bandeirantes)    | Londrina (Londrina)                 |
| 56ª    | 1970 | Atlético (Curitiba) (11)                        | Coritiba (Curitiba)                                     | Oeste (Guarapuava)                  | União Bandeirante (Bandeirantes)    |
| 57ª    | 1971 | Coritiba (Curitiba) (20)                        | União Bandeirante (Bandeirantes)                        | Colorado (Curitiba)                 | Atlético (Curitiba)                 |
| 58ª    | 1972 | Coritiba (Curitiba) (21)                        | Atlético (Curitiba)                                     | Colorado (Curitiba)                 | Londrina (Londrina)                 |
| 59ª    | 1973 | Coritiba (Curitiba) (22)                        | Atlético (Curitiba)                                     | Pontagrossense (Ponta Grossa)       | Colorado (Curitiba)                 |
| 60ª    | 1974 | Coritiba (Curitiba) (23)                        | Atlético (Curitiba) Colorado (Curitiba)                 | União Bandeirante (Bandeirantes)    | Iguaçu (União da Vitória)           |
| 61ª    | 1975 | Coritiba (Curitiba) (24)                        | Colorado (Curitiba)                                     | Atlético (Curitiba)                 | União Bandeirante (Bandeirantes)    |
| 62ª    | 1976 | Coritiba (Curitiba) (25)                        | Colorado (Curitiba)                                     | Atlético (Curitiba)                 | Londrina (Londrina)                 |
| 63ª    | 1977 | Grêmio Maringá (Maringá) (3)                    | Coritiba (Curitiba)                                     | Atlético (Curitiba)                 | Colorado (Curitiba)                 |
| 64ª    | 1978 | Coritiba (Curitiba) (26)                        | Atlético (Curitiba)                                     | Londrina (Londrina)                 | Colorado (Curitiba)                 |
| 65ª    | 1979 | Coritiba (Curitiba) (27)                        | Colorado (Curitiba)                                     | Atlético (Curitiba)                 | Grêmio Maringá (Maringá)            |
| 66ª    | 1980 | Cascavel (Cascavel) (1) Colorado (Curitiba) (1) | Londrina (Londrina)                                     | Pinheiros (Curitiba)                | Coritiba (Curitiba)                 |
| 67ª    | 1981 | Londrina (Londrina) (2)                         | Grêmio Maringá (Maringá)                                | Atlético (Curitiba)                 | Cascavel (Cascavel)                 |
| 68ª    | 1982 | Atlético (Curitiba) (12)                        | Colorado (Curitiba)                                     | Londrina (Londrina)                 | Grêmio Maringá (Maringá)            |
| 69ª    | 1983 | Atlético (Curitiba) (13)                        | Coritiba (Curitiba)                                     | Londrina (Londrina)                 | União Bandeirante (Bandeirantes)    |
| 70ª    | 1984 | Pinheiros (Curitiba) (1)                        | Coritiba (Curitiba)                                     | Colorado (Curitiba)                 | Atlético (Curitiba)                 |
| 71ª    | 1985 | Atlético (Curitiba) (14)                        | Pinheiros (Curitiba)                                    | Coritiba (Curitiba)                 | União Bandeirante (Bandeirantes)    |
| 72ª    | 1986 | Coritiba (Curitiba) (28)                        | Pinheiros (Curitiba)                                    | Cascavel (Cascavel)                 | Londrina (Londrina)                 |
| 73ª    | 1987 | Pinheiros (Curitiba) (2)                        | Atlético (Curitiba)                                     | Colorado (Curitiba)                 | Cascavel (Cascavel)                 |
| 74ª    | 1988 | Atlético (Curitiba) (15)                        | Pinheiros (Curitiba)                                    | Colorado (Curitiba)                 | Cascavel (Cascavel)                 |
| 75ª    | 1989 | Coritiba (Curitiba) (29)                        | União Bandeirante (Bandeirantes)                        | Atlético (Curitiba)                 | Matsubara (Cambará)                 |
| 76ª    | 1990 | Atlético (Curitiba) (16)                        | Coritiba (Curitiba)                                     | Operário Ferroviário (Ponta Grossa) | Paraná (Curitiba)                   |
| 77ª    | 1991 | Paraná (Curitiba) (1)                           | Atlético (Curitiba)                                     | Operário Ferroviário (Ponta Grossa) | Londrina (Londrina)                 |
| 78ª    | 1992 | Londrina (Londrina) (3)                         | União Bandeirante (Bandeirantes)                        | Paraná (Curitiba)                   | Atlético (Curitiba)                 |
| 79ª    | 1993 | Paraná (Curitiba) (2)                           | Londrina (Londrina)                                     | Atlético (Curitiba)                 | Matsubara (Cambará)                 |
| 80ª    | 1994 | Paraná (Curitiba) (3)                           | Londrina (Londrina)                                     | Coritiba (Curitiba)                 | Atlético (Curitiba)                 |
| 81ª    | 1995 | Paraná (Curitiba) (4)                           | Coritiba (Curitiba)                                     | Matsubara (Londrina)                | Atlético (Curitiba)                 |
| 82ª    | 1996 | Paraná (Curitiba) (5)                           | Coritiba (Curitiba)                                     | Atlético (Curitiba)                 | União Bandeirante (Bandeirantes)    |
| 83ª    | 1997 | Paraná (Curitiba) (6)                           | Atlético (Curitiba)                                     | Coritiba (Curitiba)                 | Apucarana (Apucarana)               |
| 84ª    | 1998 | Atlético (Curitiba) (17)                        | Coritiba (Curitiba)                                     | Paraná (Curitiba)                   | Iraty (Irati)                       |
| 85ª    | 1999 | Coritiba (Curitiba) (30)                        | Paraná (Curitiba)                                       | Atlético (Curitiba)                 | Malutrom (São José dos Pinhais)     |
| 86ª    | 2000 | Atlético (Curitiba) (18)                        | Coritiba (Curitiba)                                     | Paraná (Curitiba)                   | Rio Branco (Paranaguá)              |
| 87ª    | 2001 | Atlético (Curitiba) (19)                        | Paraná (Curitiba)                                       | Coritiba (Curitiba)                 | Malutrom (São José dos Pinhais)     |
| 88ª    | 2002 | Iraty (Irati) (1)                               | Grêmio Maringá (Maringá)                                | Londrina (Londrina)                 | Prudentópolis (Prudentópolis)       |
| 89ª    | 2003 | Coritiba (Curitiba) (31)                        | Paranavaí (Paranavaí)                                   | Londrina (Londrina)                 | Prudentópolis (Prudentópolis)       |
| 90ª    | 2004 | Coritiba (Curitiba) (32)                        | Atlético (Curitiba)                                     | Cianorte (Cianorte)                 | Londrina (Londrina)                 |
| 91ª    | 2005 | Atlético (Curitiba) (21)                        | Coritiba (Curitiba)                                     | Iraty (Irati)                       | Londrina (Londrina)                 |
| 92ª    | 2006 | Paraná (Curitiba) (7)                           | ADAP (Campo Mourão)                                     | Coritiba (Curitiba)                 | Rio Branco (Paranaguá)              |
| 93ª    | 2007 | Paranavaí (Paranavaí) (1)                       | Paraná (Curitiba)                                       | Coritiba (Curitiba)                 | Atlético (Curitiba)                 |
| 94ª    | 2008 | Coritiba (Curitiba) (33)                        | Atlético (Curitiba)                                     | Toledo (Toledo)                     | Paraná (Curitiba)                   |
| 95ª    | 2009 | Atlético (Curitiba) (22)                        | J.Malucelli (Curitiba)                                  | Coritiba (Curitiba)                 | Nacional (Rolândia)                 |
| 96ª    | 2010 | Coritiba (Curitiba) (34)                        | Atlético (Curitiba)                                     | Iraty (Irati)                       | Paraná (Curitiba)                   |
| 97ª    | 2011 | Coritiba (Curitiba) (35)                        | Atlético (Curitiba)                                     | Cianorte (Cianorte)                 | Operário Ferroviário (Ponta Grossa) |
| 98ª    | 2012 | Coritiba (Curitiba) (36)                        | Atlético (Curitiba)                                     | Cianorte (Cianorte)                 | Arapongas (Arapongas)               |
| 99ª    | 2013 | Coritiba (Curitiba) (37)                        | Atlético (Curitiba)                                     | Londrina (Londrina)                 | Paraná (Curitiba)                   |
| 100ª   | 2014 | Londrina (Londrina) (4)                         | Maringá (Maringá)                                       | Coritiba (Curitiba)                 | Atlético (Curitiba)                 |
| 101ª   | 2015 | Operário Ferroviário (Ponta Grossa) (1)         | Coritiba (Curitiba)                                     | Londrina (Londrina)                 | Foz do Iguaçu (Foz do Iguaçu)       |
| 102ª   | 2016 | Atlético (Curitiba) (23)                        | Coritiba (Curitiba)                                     | Paraná (Curitiba)                   | PSTC Procopense (Cornélio Procópio) |
| 103ª   | 2017 | Coritiba (Curitiba) (38)                        | Atlético (Curitiba)                                     | Londrina (Londrina)                 | Cianorte (Cianorte)                 |
| 104ª   | 2018 | Atlético (Curitiba) (24)                        | Coritiba (Curitiba)                                     | Foz do Iguaçu (Foz do Iguaçu)       | Paraná (Curitiba)                   |
| 105ª   | 2019 | Athletico (Curitiba) (25)                       | Toledo (Toledo)                                         | Coritiba (Curitiba)                 | Londrina (Londrina)                 |
| 106ª   | 2020 | Athletico (Curitiba) (26)                       | Coritiba (Curitiba)                                     | FC Cascavel (Cascavel)              | Cianorte (Cianorte)                 |
| 107ª   | 2021 | Londrina (Londrina) (5)                         | FC Cascavel (Cascavel)                                  | Operário Ferroviário (Ponta Grossa) | Athletico (Curitiba)                |
| 108ª   | 2022 | Coritiba (Curitiba) (39)                        | Maringá (Maringá)                                       | Operário Ferroviário (Ponta Grossa) | Athletico (Curitiba)                |
| 109ª   | 2023 | Athletico (Curitiba) (27)                       | FC Cascavel (Cascavel)                                  | Operário Ferroviário (Ponta Grossa) | Maringá (Maringá)                   |
| 110ª   | 2024 | Athletico (Curitiba) (28)                       | Maringá (Maringá)                                       | Coritiba (Curitiba)                 | Operário Ferroviário (Ponta Grossa) |
| 111ª   | 2025 | Operário Ferroviário (Ponta Grossa) (2)         | Maringá (Maringá)                                       | Londrina (Londrina)                 | Athletico (Curitiba)                |

### Supercampeonato Paranaense
| Ano  | Organizador | Campeão                  | Vice-campeão      | Terceiro colocado   | Quarto colocado |
| ---- | ----------- | ------------------------ | ----------------- | ------------------- | --------------- |
| 2002 | FPF         | Atlético (Curitiba) (20) | Paraná (Curitiba) | Coritiba (Curitiba) | Iraty (Irati)   |

## Títulos por equipe
| Clube                               | Campeão | Anos dos Títulos | Vice | Anos dos Vices |
| ----------------------------------- | ------- | --- | ---- | --- |
| Coritiba (Curitiba)                 | 39      | 1916, 1927, 1931, 1933, 1935, 1939, 1941, 1942, 1946, 1947, 1951, 1952, 1954, 1956, 1957, 1959, 1960, 1968, 1969, 1971, 1972, 1973, 1974, 1975, 1976, 1978, 1979, 1986, 1989, 1999, 2003, 2004, 2008, 2010, 2011, 2012, 2013, 2017, 2022 | 23   | 1919, 1920, 1924, 1936, 1943, 1944, 1945, 1950, 1962, 1970, 1977, 1983, 1984, 1990, 1995, 1996, 1998, 2000, 2005, 2015, 2016, 2018, 2020 |
| Athletico Paranaense (Curitiba)     | 28      | 1925, 1929, 1930, 1934, 1936, 1940, 1943, 1945, 1949, 1958, 1970, 1982, 1983, 1985, 1988, 1990, 1998, 2000, 2001, 2002, 2005, 2009, 2016, 2018, 2019, 2020, 2023, 2024                                                                   | 19   | 1926, 1927, 1928, 1948, 1968, 1972, 1973, 1974, 1978, 1987, 1991, 1997, 2004, 2008, 2010, 2011, 2012, 2013, 2017                         |
| Ferroviário (Curitiba)              | 8       | 1937, 1938, 1944, 1948, 1950, 1953, 1965, 1966 | 8    | 1942, 1946, 1947, 1949, 1955, 1957, 1963, 1969                                                                                           |
| Paraná (Curitiba)                   | 7       | 1991, 1993, 1994, 1995, 1996, 1997, 2006 | 4    | 1999, 2001, 2002, 2007 |
| Britânia (Curitiba)                 | 7       | 1918, 1919, 1920, 1921, 1922, 1923, 1928 | 1    | 1916 |
| Londrina (Londrina)                 | 5       | 1962, 1981, 1992, 2014, 2021 | 4    | 1959, 1980, 1993, 1994 |
| Grêmio Maringá (Maringá)            | 3       | 1963, 1964, 1977 | 4    | 1965, 1967, 1981, 2002 |
| Palestra Itália (Curitiba)          | 3       | 1924, 1926, 1932 | 2    | 1921, 1952 |
| Operário Ferroviário (Ponta Grossa) | 2       | 2015, 2025 | 14   | 1923, 1924, 1925, 1926, 1929, 1930, 1932, 1934, 1936, 1937, 1938, 1940, 1958, 1961                                                       |
| Pinheiros (Curitiba)                | 2       | 1984, 1987 | 3    | 1985, 1986, 1988 |
| Colorado (Curitiba)                 | 1       | 1980 | 5    | 1974, 1975, 1976, 1979, 1982 |
| Internacional (Curitiba)            | 1       | 1915 | 2    | 1917, 1918 |
| Paranavaí (Paranavaí)               | 1       | 2007 | 1    | 2003 |
| América-Paraná (Curitiba)           | 1       | 1917 | 0    | |
| Monte Alegre (Telêmaco Borba)       | 1       | 1955 | 0    | |
| Comercial (Cornélio Procópio)       | 1       | 1961 | 0    | |
| Água Verde (Curitiba)               | 1       | 1967 | 0    | |
| Cascavel (Cascavel)                 | 1       | 1980 | 0    | |
| Iraty (Irati)                       | 1       | 2002 | 0    | |
| União Bandeirante (Bandeirantes)    | 0       | | 4    | 1966, 1971, 1989, 1992 |
| Maringá (Maringá)                   | 0       | | 4    | 2014, 2022, 2024, 2025 |
| Jacarezinho (Jacarezinho)           | 0       | | 3    | 1941, 1951, 1954 |
| Savoia (Curitiba)                   | 0       | | 2    | 1922, 1925 |
| Guarani (Ponta Grossa)              | 0       | | 2    | 1931, 1956 |
| FC Cascavel (Cascavel)              | 0       | | 2    | 2021, 2023 |
| Paraná SC (Curitiba)                | 0       | | 1    | 1915 |
| Nova Rússia (Ponta Grossa)          | 0       | | 1    | 1933 |
| Olinda (Ponta Grossa)               | 0       | | 1    | 1935 |
| Pinheiral (Palmeira)                | 0       | | 1    | 1939 |
| Cambaraense (Cambará)               | 0       | | 1    | 1953 |
| Mandaguari (Mandaguari)             | 0       | | 1    | 1960 |
| Seleto (Paranaguá)                  | 0       | | 1    | 1964 |
| ADAP (Campo Mourão)                 | 0       | | 1    | 2006 |
| J. Malucelli (Curitiba)             | 0       | | 1    | 2009 |
| Toledo (Toledo)                     | 0       | | 1    | 2019 |

* Em itálico, clubes extintos. 

### Por cidade
| Campeão           | Títulos | Vice |
| ----------------- | ------- | ---- |
| Curitiba          | 97      | 69   |
| Londrina          | 5       | 4    |
| Maringá           | 3       | 8    |
| Ponta Grossa      | 2       | 18   |
| Cascavel          | 1       | 2    |
| Paranavaí         | 1       | 1    |
| Telêmaco Borba    | 1       | 0    |
| Irati             | 1       | 0    |
| Cornélio Procópio | 1       | 0    |
| Bandeirantes      | 0       | 5    |
| Jacarezinho       | 0       | 3    |
| Cambará           | 0       | 1    |
| Mandaguari        | 0       | 1    |
| Palmeira          | 0       | 1    |
| Paranaguá         | 0       | 1    |
| Campo Mourão      | 0       | 1    |
| Toledo            | 0       | 1    |

### Campeões consecutivos
Hexacampeonatos
- Britânia — 1 vez (1918-19-20-21-22-23)
- Coritiba — 1 vez (1971-72-73-74-75-76)

Pentacampeonatos
- Paraná Clube — 1 vez (1993-94-95-96-97)

Tetracampeonatos
- Coritiba — 1 vez (2010-11-12-13)

Tricampeonatos
- Athletico — 2 vezes (2000-01-02, 2018-19-20)

Bicampeonatos
- Coritiba — 8 vezes (1941-42, 1946-47, 1951-52, 1956-57, 1959-60, 1968-69, 1978-79, 2003-04)
- Athletico — 3 vezes (1929-30, 1982-83, 2023-2024)
- C.A. Ferroviário — 2 vezes (1937-38, 1965-66)
- Grêmio Maringá — 1 vez (1963-64)

## Artilheiros
| Artilheiros do Campeonato Paranaense de Futebol | Artilheiros do Campeonato Paranaense de Futebol | Artilheiros do Campeonato Paranaense de Futebol | Artilheiros do Campeonato Paranaense de Futebol |
| Ano                                             | Artilheiro                                      | Clube                                           | Gols                                            |
| ----------------------------------------------- | ----------------------------------------------- | ----------------------------------------------- | ----------------------------------------------- |
| 1915                                            | Ivo Leão                                        | Internacional (Curitiba)                        | 14                                              |
| 1916                                            | Maxabomba                                       | Coritiba (Curitiba)                             | 16                                              |
| 1917                                            | Gaetta                                          | América-Paraná (Curitiba)                       | 9                                               |
| 1918                                            | Joaquim Martin                                  | Britânia (Curitiba)                             | 17                                              |
| 1919                                            | Romualdo                                        | Britânia (Curitiba)                             | 5                                               |
| 1920                                            | Zito                                            | Britânia (Curitiba)                             | 19                                              |
| 1921                                            | Joaquim Martin                                  | Britânia (Curitiba)                             | 17                                              |
| 1922                                            | Maximino                                        | Britânia (Curitiba)                             | 14                                              |
| 1923                                            | Faeco                                           | Britânia (Curitiba)                             | 12                                              |
| 1924                                            | Canhoto                                         | Palestra Itália (Curitiba)                      | 13                                              |
| 1925                                            | Urbino                                          | Atlético (Curitiba)                             | 15                                              |
| 1926                                            | Staco                                           | Coritiba (Curitiba)                             | 14                                              |
| 1927                                            | Marreco                                         | Atlético (Curitiba)                             | 8                                               |
| 1927                                            | Emílio                                          | Coritiba (Curitiba)                             | 8                                               |
| 1927                                            | Ernesto                                         | Coritiba (Curitiba)                             | 8                                               |
| 1927                                            | Canhoto                                         | Palestra Itália (Curitiba)                      | 8                                               |
| 1928                                            | Flávio Marinoni                                 | Britânia (Curitiba)                             | 6                                               |
| 1929                                            | Staco                                           | Coritiba (Curitiba)                             | 14                                              |
| 1930                                            | Eliseo Gabardo "Gabardinho"                     | Palestra Itália (Curitiba)                      | 10                                              |
| 1931                                            | Eliseo Gabardo "Gabardinho"                     | Palestra Itália (Curitiba)                      | 28                                              |
| 1932                                            | Pizzatinho                                      | Coritiba (Curitiba)                             | 9                                               |
| 1933                                            | Levorato                                        | Coritiba (Curitiba)                             | 7                                               |
| 1933                                            | Aníbal                                          | Ferroviário (Curitiba)                          | 7                                               |
| 1934                                            | Waldomiro                                       | Ferroviário (Curitiba)                          | 7                                               |
| 1935                                            | Pizzatinho                                      | Coritiba (Curitiba)                             | 8                                               |
| 1936                                            | Bento                                           | Atlético (Curitiba)                             | 10                                              |
| 1937                                            | Cecato                                          | Atlético (Curitiba)                             | 12                                              |
| 1938                                            | Joãozinho                                       | Coritiba (Curitiba)                             | 10                                              |
| 1938                                            | Gabardino                                       | Ferroviário (Curitiba)                          | 10                                              |
| 1939                                            | Sardinha                                        | Coritiba (Curitiba)                             | 9                                               |
| 1939                                            | Mário                                           | Palestra Itália (Curitiba)                      | 9                                               |
| 1940                                            | Leôncio                                         | Savoia (Curitiba)                               | 12                                              |
| 1941                                            | Neno                                            | Coritiba (Curitiba)                             | 19                                              |
| 1942                                            | Neno                                            | Coritiba (Curitiba)                             | 24                                              |
| 1943                                            | Neno                                            | Coritiba (Curitiba)                             | 19                                              |
| 1944                                            | Guará                                           | Comercial (Curitiba)                            | 12                                              |
| 1945                                            | Mário Rosseto                                   | Água Verde (Curitiba)                           | 12                                              |
| 1946                                            | César Frizzio                                   | Coritiba (Curitiba)                             | 19                                              |
| 1947                                            | Izaldo Gomes                                    | Ferroviário (Curitiba)                          | 13                                              |
| 1948                                            | Babi                                            | Coritiba (Curitiba)                             | 18                                              |
| 1949                                            | Neno                                            | Atlético (Curitiba)                             | 18                                              |
| 1950                                            | Izaldo Gomes                                    | Ferroviário (Curitiba)                          | 22                                              |
| 1951                                            | César Frizzio                                   | Água Verde (Curitiba)                           | 15                                              |
| 1951                                            | Amarelinho                                      | Jacarezinho (Jacarezinho)                       | 15                                              |
| 1952                                            | Afinho                                          | Ferroviário (Curitiba)                          | 20                                              |
| 1952                                            | Taíco                                           | Monte Alegre (Telêmaco Borba)                   | 20                                              |
| 1953                                            | Jackson                                         | Atlético (Curitiba)                             | 21                                              |
| 1954                                            | Taíco                                           | Monte Alegre (Telêmaco Borba)                   | 22                                              |
| 1955                                            | Duílio                                          | Coritiba (Curitiba)                             | 25                                              |
| 1956                                            | Agostinho                                       | Guarani (Ponta Grossa)                          | 22                                              |
| 1957                                            | Duílio                                          | Coritiba (Curitiba)                             | 26                                              |
| 1958                                            | Duílio                                          | Coritiba (Curitiba)                             | 14                                              |
| 1958                                            | Celso                                           | Rio Branco (Paranaguá)                          | 14                                              |
| 1959                                            | Zeca                                            | Operário Ferroviário (Ponta Grossa)             | 26                                              |
| 1960                                            | Duílio                                          | Coritiba (Curitiba)                             | 31                                              |
| 1961                                            | Marinho                                         | Guarani (Ponta Grossa)                          | 22                                              |
| 1962                                            | Djalma                                          | Água Verde (Curitiba)                           | 27                                              |
| 1963                                            | Duílio                                          | Água Verde (Curitiba)                           | 23                                              |
| 1964                                            | Grilo                                           | Água Verde (Curitiba)                           | 16                                              |
| 1964                                            | Quarentinha                                     | Seleto (Paranaguá)                              | 16                                              |
| 1965                                            | Walter                                          | Atlético (Curitiba)                             | 24                                              |
| 1966                                            | Paquito                                         | União Bandeirante (Bandeirantes)                | 13                                              |
| 1967                                            | Servilho                                        | Jandaia (Jandaia do Sul)                        | 12                                              |
| 1968                                            | Zé Roberto                                      | Atlético (Curitiba)                             | 24                                              |
| 1969                                            | Paquito                                         | União Bandeirante (Bandeirantes)                | 22                                              |
| 1970                                            | Sicupira                                        | Atlético (Curitiba)                             | 20                                              |
| 1971                                            | Tião Abatiá                                     | União Bandeirante (Bandeirantes)                | 19                                              |
| 1972                                            | Sicupira                                        | Atlético (Curitiba)                             | 29                                              |
| 1973                                            | Zé Roberto                                      | Coritiba (Curitiba)                             | 15                                              |
| 1974                                            | Volnei                                          | Colorado (Curitiba)                             | 14                                              |
| 1975                                            | Vaquinha                                        | Atlético (Curitiba)                             | 12                                              |
| 1975                                            | Néo                                             | Colorado (Curitiba)                             | 12                                              |
| 1976                                            | Paquito                                         | Grêmio Maringá (Maringá)                        | 25                                              |
| 1977                                            | Itamar                                          | Grêmio Maringá (Maringá)                        | 15                                              |
| 1978                                            | Edu                                             | Colorado (Curitiba)                             | 14                                              |
| 1979                                            | Luiz Freire                                     | Coritiba (Curitiba)                             | 19                                              |
| 1980                                            | Éverton                                         | Londrina (Londrina)                             | 20                                              |
| 1981                                            | Carlos Henrique                                 | Londrina (Londrina)                             | 13                                              |
| 1981                                            | Paulinho                                        | Londrina (Londrina)                             | 13                                              |
| 1982                                            | Washington                                      | Atlético (Curitiba)                             | 23                                              |
| 1983                                            | Amarildo                                        | Toledo (Toledo)                                 | 13                                              |
| 1984                                            | Índio                                           | Coritiba (Curitiba)                             | 16                                              |
| 1985                                            | Índio                                           | Coritiba (Curitiba)                             | 10                                              |
| 1986                                            | Cláudio José                                    | Londrina (Londrina)                             | 15                                              |
| 1987                                            | Adalberto                                       | Londrina (Londrina)                             | 14                                              |
| 1988                                            | Claudinho                                       | Cascavel (Cascavel)                             | 10                                              |
| 1989                                            | Tico                                            | Matsubara (Cambará)                             | 24                                              |
| 1990                                            | Chicão                                          | Coritiba (Curitiba)                             | 20                                              |
| 1990                                            | Tico                                            | Matsubara (Cambará)                             | 20                                              |
| 1991                                            | Alcântara                                       | Campo Mourão (Campo Mourão)                     | 30                                              |
| 1992                                            | Saulo                                           | Paraná (Curitiba)                               | 13                                              |
| 1993                                            | Renaldo                                         | Atlético (Curitiba)                             | 22                                              |
| 1994                                            | Pachequinho                                     | Coritiba (Curitiba)                             | 15                                              |
| 1995                                            | Brandão                                         | Coritiba (Curitiba)                             | 21                                              |
| 1995                                            | Alaor                                           | Londrina (Londrina)                             | 21                                              |
| 1996                                            | Magrão                                          | Coritiba (Curitiba)                             | 22                                              |
| 1997                                            | Paulo Rink                                      | Atlético (Curitiba)                             | 21                                              |
| 1998                                            | Tuta                                            | Atlético (Curitiba)                             | 19                                              |
| 1999                                            | Cléber                                          | Coritiba (Curitiba)                             | 11                                              |
| 2000                                            | Marquinhos Cambalhota                           | Coritiba (Curitiba)                             | 13                                              |
| 2001                                            | Kléber Pereira                                  | Atlético (Curitiba)                             | 22                                              |
| 2002                                            | Jabá                                            | União Bandeirante (Bandeirantes)                | 10                                              |
| 2002                                            | Kléber Pereira                                  | Atlético (Curitiba)                             | 9                                               |
| 2003                                            | Marcel                                          | Coritiba (Curitiba)                             | 10                                              |
| 2004                                            | Tainha                                          | Roma (Apucarana)                                | 11                                              |
| 2005                                            | Thiago                                          | Iraty (Irati)                                   | 10                                              |
| 2006                                            | Leandro                                         | Iraty (Irati)                                   | 18                                              |
| 2007                                            | Alex Mineiro                                    | Atlético (Curitiba)                             | 17                                              |
| 2008                                            | Keirrison                                       | Coritiba (Curitiba)                             | 18                                              |
| 2009                                            | Rafael Moura                                    | Atlético (Curitiba)                             | 14                                              |
| 2010                                            | Bruno Mineiro                                   | Atlético (Curitiba)                             | 11                                              |
| 2010                                            | Ariel                                           | Coritiba (Curitiba)                             | 11                                              |
| 2011                                            | Bill                                            | Coritiba (Curitiba)                             | 12                                              |
| 2011                                            | Davi                                            | Coritiba (Curitiba)                             | 12                                              |
| 2011                                            | Giancarlo                                       | Cianorte (Cianorte)                             | 12                                              |
| 2012                                            | Baiano                                          | Operário-PR (Ponta Grossa)                      | 13                                              |
| 2013                                            | Alex                                            | Coritiba (Curitiba)                             | 15                                              |
| 2014                                            | Cristiano                                       | Maringá (Maringá)                               | 10                                              |
| 2015                                            | Rafhael Lucas                                   | Coritiba (Curitiba)                             | 12                                              |
| 2016                                            | Kleber Gladiador                                | Coritiba (Curitiba)                             | 13                                              |
| 2017                                            | Kleber Gladiador                                | Coritiba (Curitiba)                             | 11                                              |
| 2018                                            | Éderson                                         | Atlético Paranaense (Curitiba)                  | 11                                              |
| 2019                                            | Rodrigão                                        | Coritiba (Curitiba)                             | 8                                               |
| 2020                                            | Guilherme Bissoli, Nikão, Pedrinho              | Atlético Paranaense (Curitiba)                  | 6                                               |
| 2020                                            | Lucas Tocantins                                 | FC Cascavel (Cascavel)                          | 6                                               |
| 2021                                            | Rodrigo Bassani                                 | Maringá (Maringá)                               | 7                                               |
| 2022                                            | Igor Paixão                                     | Coritiba (Curitiba)                             | 7                                               |
| 2022                                            | Léo Gamalho                                     | Coritiba (Curitiba)                             | 7                                               |
| 2023                                            | Pablo                                           | Athletico Paranaense (Curitiba)                 | 9                                               |
| 2024                                            | Robson                                          | Coritiba (Curitiba)                             | 11                                              |
| 2025                                            | Iago Teles                                      | Londrina (Londrina)                             | 8                                               |
| 2025                                            | Moraes                                          | Maringá (Maringá)                               | 8                                               |

## Maiores goleadas
| Data                    | Mandante                  | Placar | Visitante                                    | Ref.   |
| ----------------------- | ------------------------- | ------ | -------------------------------------------- | ------ |
| 7 de setembro de 1931   | Palestra Itália           | 16 - 0 | Paranaense                                   |        |
| 10 de maio de 1931      | Palestra Itália           | 15 - 2 | Aquidaban                                    |        |
| 12 de outubro de 1920   | Britânia                  | 13 - 1 | América                                      |        |
| 7 de novembro de 1926   | Coritiba                  | 13 - 1 | Paraná SC                                    |        |
| 1952                    | Coritiba                  | 11 - 0 | Bloco Morgenau                               |        |
| 13 de agosto de 1961    | Paranavaí                 | 11 - 0 | Portuguesa Londrinense                       |        |
| 1965                    | Coritiba                  | 11 - 0 | União Olímpico                               |        |
| 6 de maio de 1923       | Paraná SC                 | 11 - 1 | Universal                                    |        |
| 5 de agosto de 1923     | Britânia                  | 11 - 1 | Universal Esporte Clube                      |        |
| 23 de setembro de 1923  | Britânia                  | 11 - 1 | Campo Alegre                                 |        |
| 10 de agosto de 1930    | Palestra Itália           | 11 - 1 | Aquidaban                                    |        |
| 5 de maio de 1929       | Atlético                  | 10 - 0 | Aquidaban                                    |        |
| 11 de agosto de 1929    | Paranaense                | 0 - 10 | Coritiba                                     |        |
| 17 de março de 1940     | Coritiba                  | 10 - 0 | Pinheiral                                    |        |
| 27 de junho de 1953     | Britânia                  | 0 - 10 | Coritiba                                     |        |
| 21 de julho de 1929     | Palestra Itália           | 11 - 2 | Aquidaban                                    |        |
| 1 de agosto de 1920     | Britânia                  | 10 - 1 | Paraná SC                                    |        |
| 8 de setembro de 1929   | Aquidaban                 | 1 - 10 | Coritiba                                     |        |
| 22 de janeiro de 1956   | Monte Alegre              | 10 - 1 | Palestra Itália                              |        |
| 2 de janeiro de 1926    | Coritiba                  | 9 - 0  | Savóia                                       |        |
| 5 de julho de 1959      | Londrina Esporte Clube    | 9 - 0  | GERA                                         |        |
| 26 de fevereiro de 1976 | Mourãoense                | 0 - 9  | Colorado                                     |        |
| 6 de junho de 1976      | Londrina Esporte Clube    | 9 - 0  | Mourãoense                                   |        |
| 11 de março de 2000     | Coritiba                  | 9 - 0  | Francisco Beltrão                            |        |
| 12 de maio de 2021      | Operário Ferroviário      | 9 - 0  | Cascavel CR                                  | [ 19 ] |
| 1 de fevereiro de 1942  | Jacarezinho               | 2 - 10 | Coritiba                                     |        |
| 8 de fevereiro de 1947  | Palmeiras                 | 2 - 10 | Coritiba                                     |        |
| 1952                    | Coritiba                  | 10 - 2 | Palestra Itália                              |        |
| 31 de maio de 1953      | Cambaraense               | 10 - 2 | Bloco Morgenau                               |        |
| 25 de maio de 1930      | Palestra Itália           | 9 - 1  | Paranaense Futebol Clube                     |        |
| 12 de fevereiro de 1932 | Palestra Itália           | 9 - 1  | Ferroviário                                  |        |
| 23 de junho de 1946     | Coritiba                  | 9 - 1  | Água Verde                                   |        |
| 5 de janeiro de 1947    | Clube Atlético Paranaense | 9 - 1  | Esporte Clube Água Verde                     |        |
| 2 de junho de 1976      | Atlético                  | 9 - 1  | Umuarama                                     |        |
| 17 de maio de 1990      | Paraná Clube              | 9 - 1  | Atlético Clube Paranavaí                     |        |
| 15 de maio de 2021      | Cascavel CR               | 1 - 9  | Maringá Futebol Clube                        | [ 20 ] |
| 7 de setembro de 1925   | Britânia                  | 8 - 0  | Paraná Sport Club                            |        |
| 1 de maio de 1926       | Britânia                  | 8 - 0  | União Campo Alegre                           |        |
| 20 de setembro de 1931  | Guarani                   | 0 - 8  | Palestra Itália                              |        |
| 23 de julho de 1944     | Comercial de Curitiba     | 0 - 8  | Coritiba                                     |        |
| 22 de fevereiro de 1976 | Coritiba                  | 8 - 0  | Mourãoense                                   |        |
| 7 de abril de 1977      | Colorado                  | 8 - 0  | Associação Esportiva e Recreativa Mourãoense |        |
| 10 de abril de 1991     | Campo Mourão              | 8 - 0  | Atlético Clube Paranavaí                     |        |
| 12 de julho de 1992     | Matsubara                 | 8 - 0  | Batel                                        |        |
| 3 de março de 1996      | Coritiba                  | 8 - 0  | Rio Branco                                   |        |
| 1 de abril de 1997      | Londrina                  | 8 - 0  | Platinense                                   |        |
| 11 de março de 2007     | Atlético                  | 8 - 0  | Iguaçu                                       |        |
| 23 de janeiro de 2010   | Clube Atlético Paranaense | 8 - 0  | Serrano Centro-Sul                           |        |